# Anastasy Vonsyatsky

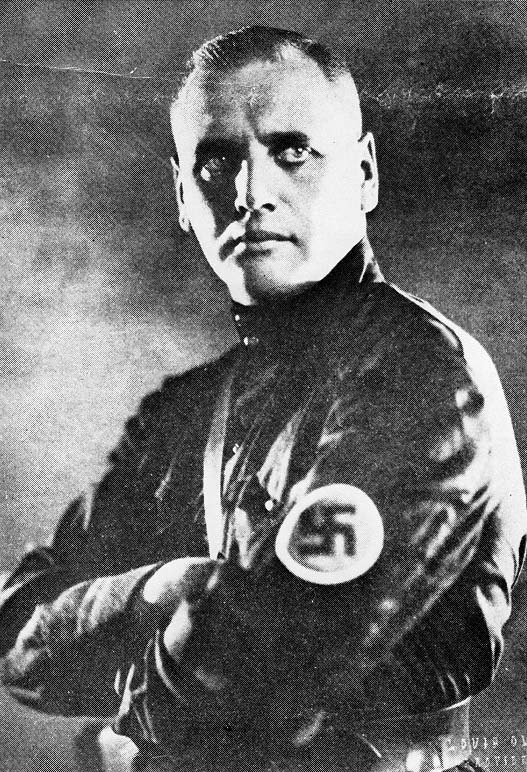
Anastasy Andreyevich Vonsyatsky.

Anastasy Andreyevich Vonsyatsky, född 12 juni 1898 i Warszawa, Ryska Imperiet, död 5 februari 1965 i St. Petersburg, Florida, USA, var en rysk antibolsjevikisk emigrant och fascistisk ledare bosatt i USA från 1920-talet.

## Biografi
Vonsyatsky föddes i en familj känd för sin långvariga lojalitet till ryska tsarer och en av Vonsyatsky förfäder hade förlänats en egendom från Romanov. Hans far, Andrei Nicolaevich, var yrkesofficer och mördades av en polsk revolutionär 1910.
Vonsyatsky utbildades vid militärskolan i Moskva och vid kejsaren Nikolaj II:s kavalleriakademi i Sankt Petersburg, Ryssland.
Vonsyatsky inledde sin militära karriär i ryska armén under Nikolaj II:s regeringstid. Efter revolutionen i oktober 1917, som förde de leninistiska bolsjevikerna till makten och nådde sin kulmen i den utdragna ryska inbördeskriget av 1917-1923, deltog Vonsyatsky som nyantagen kadett i det anti-bolsjevikiska motståndet och tjänstgjorde i den kontrarevolutionära vita rörelsen, med aktioner mot den röda armén vid Rostov.  Han lämnade vita arméns fäste på Krimhalvön och evakuerades av general Wrangels styrkor till Västeuropa 1920.
Med passager genom Konstantinopel och Frankrike kom Vonsyatsky till USA 1922. I mars 1930 fick han uppdrag som amerikansk reservofficer och blev förste löjtnant i USA:s arménreserv fram till 1935.

## Politisk aktivitet
Genom politiska förbindelser inom emigrantkretsar utanför Ryssland, var Vonsyatsky under mellankrigstiden ledare för ryska fascistiska organisationen, en initialt oberoende rörelse som senare blev nära förknippad med det Manchurietbaserade ryska fascistpartiet (RFP). Vonsyatsky skildes från RFP 1933 och den 10 mars samma år grundade han All Russian National Revolutionary Party, som var arbetarnas och böndernas all-ryska nationella fascistparti (VRO)), en annan antisovjetiska och antikommunistisk organisation.
År 1934 gick Vonsyatskys organisation samman med ryska fascistpartiet, en annan fascist politisk organisation ledd av Konstantin Rodzaevsky med huvudkontor i Tokyo, men gick emellertid snart skilda vägar.
Vonsyatsky blev föremål för FBI-utredning och åtalades 1942 för förbindelser med ombud för tyska intressen, däribland viktiga deltagare i pronazistiska Tyskamerikanska förbundet, vars ledare, Fritz Kuhn, tidigare hade fått hjälp av Vonsyatsky med borgen för lån 1939. Bland andra kontakter fanns den amerikanska Hitlerbeundraren och antisemit William Dudley Pelley. Åtalad för konspiration för att bistå Hitlers Tyskland i strid med spionagelagen tillsammans med konspiratörer som Wilhelm Kunze, Dr. Otto Willumeit, Dr. Wolfgang Ebell och pastor Kurt E.B. Molzahn erkände Vonsyatsky sin skuld efter att först ha hävdat sin oskuld, och dömdes av en jury den 22 juni 1942. Han fängslades vid USA Medical Center för federala fångar i Springfield, Missouri för ett fängelsestraff på fem år och böter på USD 5000. Han släpptes dock fri den 26 februari 1946.
Efter sin frigivning från fängelset flyttade Vonsyatsky till St. Petersburg, Florida, där han skrev artiklar i ryska tidningar och tidskrifter. Han skrev också en bok med titeln Rasplatat om andra världskriget där han anklagade den japanska regeringen, Franklin D. Roosevelt och Thomas J. Dodd för att hindra den antisovjetiska verksamheten. 